# Haraç
L'haraç, (in armeno խարջ / kharj?, in macedone arač / арач?, in greco χαράτσι / charatsi?ù, in serbo-croato харач / harač?ù) era una tassa fondiaria applicata ai non musulmani nell'Impero ottomano. Coloro che pagavano il tributo venivano chiamati haraçgüzar. Il termine caragio era una forma italianizzata dell'haraç usata dagli scrittori italiani dell'epoca. Altri adattamenti italiani antichi includono caraccio e carazzo.

## Storia
L'haraç era stato sviluppato da una precedente forma di tassazione fondiaria, il kharaj (harac), ed era, in linea di principio, pagabile solo dai non musulmani; era visto come una controparte della zakat pagata dai musulmani. Inizialmente, ai tempi del califfato, era legato alla quantità di terra posseduta e si contrapponeva alla cizye, un'imposta pro-capite personale anch'essa pagata dai non musulmani. Il sistema dell'haraç si fuse in seguito nel sistema di tassazione della cizye.
La riscossione dell'haraç fu riformata da un firmano del 1834 di Mahmud II che abolì il vecchio sistema e richiese che venisse riscossa da una commissione composta dai kadı e dagli ayan, o capi municipali delle rayah in ogni distretto. Il firmano apportò alla tassazione diverse altre modifiche.